# Sławoszewo (województwo wielkopolskie)
Sławoszewo – wieś w Polsce położona w województwie wielkopolskim, w powiecie konińskim, w gminie Kleczew.
W latach 1975–1998 miejscowość administracyjnie należała do województwa konińskiego.
27 kwietnia 1864 roku doszło do potyczki pomiędzy powstańcami styczniowymi a Rosjanami. Było to jedno z ostatnich starć powstańczych na terenie województwa kaliskiego. W 1928 roku wzniesiono obelisk ku czci powstańców. Podczas II wojny światowej został zniszczony przez Niemców. W 1963 roku został odbudowany. 